# تریکلیسیا
تریکلیسیا (نام علمی: Triclisia) نام یک سرده از تیره ایشکیان است.